# Notre-Dame-d'Allençon
Notre-Dame-d'Allençon is een plaats en voormalige gemeente in het Franse departement Maine-et-Loire in de regio Pays de la Loire en telt 1705 inwoners (1999). De plaats maakt deel uit van het arrondissement Angers.

## Geschiedenis
De gemeente viel onder het kanton Doué-la-Fontaine tot op 22 maart 2015 het kanton Chemillé-Melay werd opgericht en de gemeente daarin werd opgenomen. Op 1 januari 2017 fuseerde de gemeenten Chavagnes, Martigné-Briand en Notre-Dame-d'Allençon tot de commune nouvelle Terranjou.

## Geografie
De oppervlakte van Notre-Dame-d'Allençon bedraagt 13,6 km², de bevolkingsdichtheid is 34,1 inwoners per km².
De onderstaande kaart toont de ligging van Notre-Dame-d'Allençon met de belangrijkste infrastructuur en aangrenzende gemeenten.

## Demografie
Onderstaande figuur toont het verloop van het inwonertal.
Chavagnes · Notre-Dame-d'Allençon · Martigné-Briand